# Flemming Pedersen
Flemming Pedersen (født 30. juni 1963) er en dansk fodboldtræner, der er teknisk direktør for FC Nordsjælland.

## Baggrund og uddannelse
Flemming Pedersen er født og opvokset i Plejelt.
Han erhvervede sig UEFA Pro Licence i 2015.

## Trænerkarriere
Han startede sin aktive ungdomsfodboldkarriere som spiller i Tikøb IF, inden han efter ti år i klubben skiftede til Helsingør IF og vandt Y-DM i 1980 og 1981. Han erfarerede dog, at han "[...] 
efter ti år i Tikøb var kommet for sent videre til at kunne nå noget særligt med min egen aktive karriere," og han valgte derfor i stedet at starte sin trænerkarriere i en alder af 18 år i 1982.
Flemming Pedersen skiftede til FC Nordsjælland i 2006, hvor han blev ansat som ITU-træner. I 2009 rykkede han tættere på Superligaholdet, da han blev A+-træner og individuel træner. I starten af juli 2011 blev han ansat som assistent (1. team coach) for Kasper Hjulmand. Han forlod deraf jobbet som A+-træner, som blev overtaget af Kenneth Rasmussen. Med den nye titel fulgte ansvar for træningsplanlægning og gennemførelse af træning.

### Udlandseventyr i Mainz 05 og Brentford F.C.
Da Kasper Hjulmand blev ansat som cheftræner i den tyske klbu Mainz 05 i maj 2014, blev Pedersen hans assistent i juni 2014. Pedersen havde tidligere været assistent for Hjulmand i FC Nordsjælland. I februar 2015 blev Hjulmand fyret som cheftræner, og i samme ombæring blev Pedersen samt den anden danske assistenttræner Keld Bordinggaard også fyret. Trænerteamet blev fyret efter kun en sejr i 13 kampe.
Han skiftede i sommeren 2015 til Brentford F.C., hvor han blev ansat som Head of Football Philosophy and Player Development. Han blev sidenhen i starten af januar 2016 cheftræner for Brentford F.C.'s B-hold, som han var cheftræner for frem til slutningen af 2016. Erstatningen blev Kevin O’Connor, som var Pedersens hidtidige assistent.

### Tilbagevenden til FC Nordsjælland
Det blev i oktober 2016 offentliggjort, at Pedersen vendte tilbage til FC Nordsjælland, hvor han fra den 1. januar 2017 skulle besætte posten som teknisk direktør.
Han blev den 26. februar 2019 ansat som ny cheftræner fra sommeren 2017, efter Kasper Hjulmand havde valgt at søge nye udfordringer. Hjulmand forlod imidlertid FC Nordsjælland øjeblikkeligt i slutningen af marts 2019, hvorfor Pedersen overtog posten som cheftræner med det samme. Hans første kamp som cheftræner blev en 0-0-kamp mod FC Midtjylland. Det blev dog først i det 10. forsøg den 25. maj 2019, at Pedersen fik sin første sejr, da holdet vandt 3-1 over F.C. København. Den 7. januar 2023 offentliggjorde klubben at Flemming Pedersen ville træde af som cheftræner med umiddelbar effekt. Han ville derefeter besidde posten som teknisk direktør for både FC Nordsjælland og Right to Dream. Rollen som cheftræner skulle overgå til assistenttræner Johannes Hoff Thorup.